# ソンド
ソンド（11月12日 - ）は、日本の男性声優。大阪府出身。アイムエンタープライズ所属。

## 略歴
日本ナレーション演技研究所出身。

## 人物
趣味にはスポーツ観戦、筋肉トレーニング、カラオケをそれぞれ挙げている。
特技にはバスケットボール、歌唱をそれぞれ挙げている。

## 出演

### テレビアニメ
2017年
- ちるらん にぶんの壱（隊士B）
- 覆面系ノイズ（観客）
- 時間の支配者（男性B）
- いつだって僕らの恋は10センチだった。（生徒）

2018年
- citrus（男性）
- ゴールデンカムイ（兵士達）
- ソードアート・オンライン アリシゼーション（プレイヤー）

2019年
- トライナイツ（ラグビー部員）

2020年
- ケンガンアシュラ（観客）
- ドロヘドロ（口の中の男、栗鼠）
- ソードアート・オンライン アリシゼーション War of Underworld（趙月生 / ムーンフェイズ）
- GREAT PRETENDER（店員）

2022年
- 遊☆戯☆王ゴーラッシュ!!
- チェンソーマン（古野）

2023年
- TRIGUN STAMPEDE
- アルスの巨獣（兵士）
- おかしな転生（賊）

2024年
- 戦国妖狐（開天の十聖）
- 魔法科高校の劣等生（人間主義者）
- 逃げ上手の若君（平和な顔の保科党）

2025年
- 戦隊レッド 異世界で冒険者になる（男）
- えぶりでいホスト（ソース西岡、モブホスト、銀河由宇路）
- Dr.STONE SCIENCE FUTURE（ゼノ兵）
- ニャイト・オブ・ザ・リビングキャット（救助隊）
- カラオケ行こ!（グラサン）
- Turkey!（村人）

### 劇場アニメ
- 劇場版 SHIROBAKO（2020年、戦闘員J[4]）
- 映画 さよなら私のクラマー ファーストタッチ（2021年、熊田）

### OVA
- デジモンアドベンチャー tri.（2017年）

### Webアニメ
- モンソニ! ダルタニャンのアイドル宣言（2017年、観客）
- 日本沈没2020（2020年、レスキュー隊員）
- ULTRAMAN（2022年、通行人C、警官B、科特隊員）

### ゲーム
2017年
- グランマルシェの迷宮
- デスティニーオブクラウン

2018年
- キュイディメ（コリアンダーシフォンケーキ〈ミドリ〉）
- 三国 -IKUSA-（張飛、関羽）
- ブラウンダスト（ウェスター）

2021年
- 七つの大罪〜光と闇の交戦〜 「終焉の予言-ラグナロク-」 (シグルド)

2022年
- アリスフィクション（モモチ）
- アイドリッシュセブン（織田ヒロト）
- 信長の野望 覇道(可児才蔵)
- DNF Duel（バンガード）

2024年
- ユニコーンオーバーロード（ロータル、傭兵（タイプB）/ NPC）

### 吹き替え
- 龍族 -The Blazing Dawn-（2024年、学生）

### デジタルコミック
- 人造人間100（2023年、男性[11]）
- アスミカケル（2023年、岡部[12]）
- アイスヘッドギル（2023年、死刑囚[13]、ゴロツキ[14]）
- ルーチェと白の契約（2024年、リオヴェルナ・ガイレンチェ[15]）

### オーディオブック
- よるのばけもの（元田[16]）

### 初出話一覧
1. 1 2  第11話初出
2. ↑  第3期 第1話初出
3. ↑  第12話初出
4. ↑  第5話初出
5. ↑  第8話初出
6. ↑  第10話初出
7. ↑  第13話初出
8. 1 2  第4話初出
9. ↑  第7話初出